# Bagrationovsk rajon
Bagrationovsk rajon (russisk: Багратио́новский райо́н, tr. Bagratiónovskij rajon) er en rajon (distrikt) i Rusland.
Bagrationovsk rajon er en af de 13 rajoner i Kaliningrad oblast, der er en russisk eksklave mellem Polen og Litauen. Rajonen er beliggende i den sydvestlige del af oblastet og grænser op til Polen. Den har et areal på 1.020 km2
og et indbyggertal på 32.981 (2024) indbyggere. Hovedbyen er byen Bagrationovsk.

## Eksterne links
- Wikimedia Commons har flere filer relateret til Bagrationovsk rajon